# Harold Budd
Harold Budd, född 24 maj 1936 i Los Angeles, död 8 december 2020 i Arcadia, Kalifornien, var en amerikansk avantgardistisk kompositör inom genrerna ambient och nyklassicism. Han var verksam sedan 1960-talet och genom åren samarbetade han med bland andra Brian Eno och Robin Guthrie.
Budd, som drabbades av en stroke i november 2020, avled av komplikationer i samband med Covid-19.

## Diskografi i urval
- 1978 – The Pavilion of Dreams
- 1980 – Ambient 2: The Plateaux of Mirror  (med Brian Eno)
- 1984 – The Pearl  (med Brian Eno och Daniel Lanois)
- 1986 – The Moon and the Melodies  (med The Cocteau Twins)
- 1995 – Glyph  (med Hector Zazou)
- 2007 – After the Night Falls  (med Robin Guthrie)
- 2007 – Before the Day Breaks  (med Robin Guthrie)